# Stunde Null (Band)
Stunde Null ist eine Deutschrock-/Metalband aus Barbian, Südtirol. Sie stand zunächst beim Label Rookies & Kings unter Vertrag und veröffentlichte am 13. April 2018 ihr Debütalbum Vom Schatten ins Licht.

## Geschichte und Namensgebung
Die Bandmitglieder spielten bereits seit 2013 in einer Band mit der jetzigen Formation. Ende 2014 richtete sich die Band dann neu aus: Statt wie bisher Songs mit englischen Texten zu schreiben, sollten die Texte in Zukunft in der Muttersprache Deutsch sein. So musste auch ein neuer Bandname gefunden waren, da der alte englisch war. Die fünf Mitglieder dachten, sie hätten einen voraussetzungslosen Neustart nötig. Bei diesem Gedanken kam die Band auf den Namen „Stunde Null“, beeinflusst durch die Zeit nach dem Zweiten Weltkrieg, der Stunde Null.
Die Band erreichte einen Plattenvertrag bei Rookies & Kings, dem Label von Frei.Wild. 2018 eröffneten sie zusammen mit Goitzsche Front die Rivalen-&-Rebellen-Tour der ebenfalls aus Südtirol stammenden Band.
Im Zeitraum von 2015 bis 2017 nahm die Band zusammen mit dem Produzenten Jörg „Warthy“ Wartmann ihr Debütalbum Vom Schatten ins Licht auf. Die Aufnahmen fanden sowohl im Studio des Produzenten als auch in den Rookies-&-Kings-Studios in Brixen statt. Von anfangs 15 geschriebenen Songs schafften es 12 auf das Album. Das Album erreichte Platz 56 der deutschen Charts.
Am 22. Februar 2019 kündigte die Band ihr neues Album Alles voller Welt an. Es erschien am 28. Juni 2019 und wurde mit zwei Releaseshows im Bochumer Rockpalast und dem Berliner Blackland vorgestellt. Das Album schaffte es auf Platz 17 der offiziellen deutschen Albumcharts.
Die Band wechselte anschließend zu Drakkar Entertainment, wo am 29. Januar 2021 ihr drittes Album Wie laut die Stille schreit erschien.
Am 13. Juni 2025 veröffentlichte die Band ein Video zum neuen Song Danke für die Jahre mit dem sie gleichzeitig ihre Auflösung ankündigten. Bis Ende 2025 sollen noch ein letztes Album sowie einige Liveauftritte folgen.

## Stil
Der Stil der Band kombiniert Einflüsse aus verschiedenen Musikrichtungen des Rock/Metal. Besonders häufig findet man Elemente des Metalcore sowie des Deutschrocks im Sound der Band.

## Diskografie
Alben
- 2018: Vom Schatten ins Licht (Rookies & Kings / Soulfood)
- 2019: Alles voller Welt (Rookies & Kings / Soulfood)
- 2020: Wie laut die Stille schreit (Drakkar Entertainment)
- 2024: Liebe für immer (Sdb-Rcrds/Edel)

Singles
- 2018: Keiner stirbt heilig
- 2018: Freiheitsfahnen statt Krieg und Heer
- 2018: Keiner stirbt heilig Akustik Version
- 2019: Wir sind bei dir
- 2019: Alles voller Welt
- 2019: Du brichst mich nicht
- 2020: Dieses Leben schreibt Geschichte
- 2020: Lichterschatten